# Jimmy Reed
Mathis James "Jimmy" Reed, född 6 september 1925 i Dunleith, Mississippi, död 29 augusti 1976 i Oakland, Kalifornien, var en amerikansk sångare, gitarrist, munspelare. Jimmy Reed var ett viktigt namn inom bluesen. Med sin raka, enkla, lättintagliga och "imitations-vänliga" stil var han en förebild för många kommande rockmusiker så som The Rolling Stones och Elvis Presley.
Reed lärde sig spela munspel och gitarr i tonåren. I början av 1950-talet hade han byggt upp ett lokalt rykte och skrev kontrakt med Vee-Jay Records i mitten av decenniet. Där släppte han många låtar som idag räknas som klassiker inom bluesen. Några av hans mer kända låtar är "Aint That Lovin' You Baby", "Honest I Do", "Baby What You Want Me to Do" och "Big Boss Man". Han hade sin storhetstid runt decennieskiftet 1960 och fick efter det aldrig mer någon hit.
Med berömmelsen utvecklade Reed en kraftig alkoholism, och detta gjorde att han blev inblandad i en hel del skandaler. 1957 diagnostiserades han med epilepsi. Det var också detta som tog hans liv 1976.
Jimmy Reed blev invald i Rock and Roll Hall of Fame 1991.